# 51 Andromedae
Désignations
51 Andromedae (51 And) est une étoile de la constellation d'Andromède, également appelée par son nom d'origine indéterminée Nembus. Originellement placée dans la constellation d'Andromède par Ptolémée, l'étoile fut nommée Upsilon Persei (υ Per ) par Johann Bayer, mais la désignation de Flamsteed 51 Andromedae fut celle qui fut finalement approuvée par l'UAI en 1930.
51 Andromedae est une géante orange de type K ayant une magnitude apparente de +3,59. Elle est à environ 174 années-lumière de la Terre.

## Noms et étymologie
Nembus est le nom propre donné à 51 Andromedae (anciennement Upsilon Persei). Ce nom se trouve dans les sources suivantes :
- 1603 　Bayer : Uranometria, feuille 11
- 1801　 Bode : Uranographia, planche IV

Bayer écrivit qu'il venait de l'arabe (Arab. Nembus dans son Uranometria), mais il n'est ni arabe ni latin. En astronomie chinoise, cette étoile fait partie de l'astérisme Tianda jiangjun, représentant un militaire de haut rang éventuellement accompagné de ses hommes.

### À propos du nom
- Scans of the plates of Uranometria by J. Bayer, 1603 @Linda Hall Library
- Scans of the plates of Uranographia by J.E. Bode, 1801 @Ian Ridpath Homepage
- R.H. Allen (1899) Star-Names and Their Meanings, p. 334